# Leesburg (Indiana)
Leesburg es un pueblo ubicado en el condado de Kosciusko en el estado estadounidense de Indiana. En el Censo de 2010 tenía una población de 555 habitantes y una densidad poblacional de 824,18 personas por km².

## Geografía
Leesburg se encuentra ubicado en las coordenadas 41°19′51″N 85°50′56″O / 41.33083, -85.84889. Según la Oficina del Censo de los Estados Unidos, Leesburg tiene una superficie total de 0.67 km², de la cual 0.67 km² corresponden a tierra firme y (0%) 0 km² es agua.

## Demografía
Según el censo de 2010, había 555 personas residiendo en Leesburg. La densidad de población era de 824,18 hab./km². De los 555 habitantes, Leesburg estaba compuesto por el 91.71% blancos, el 0.18% eran afroamericanos, el 0.18% eran amerindios, el 2.34% eran asiáticos, el 0% eran isleños del Pacífico, el 4.32% eran de otras razas y el 1.26% pertenecían a dos o más razas. Del total de la población el 7.75% eran hispanos o latinos de cualquier raza.